# دهستان کانی سور
دهستان کانی سور نام دهستانی در بخش نمشیر شهرستان بانه، استان کردستان در ایران است. براساس سرشماری مرکز آمار ایران در سال ۱۳۸۵، جمعیت آن ۶۳۰۷ نفر (۱۲۰۵ خانوار) بوده‌است.